# Вулиця Єлисея Плетенецького
Вулиця Єлисея Плетенецького — вулиця у Шевченківському районі міста Львова, у місцевості Клепарів. Сполучає вулиці Липинського та  Бальзака.
Прилучаються вулиці Гранична, Угнівська, Оглоблина.

## Історія
Сучасна вулиця Єлисея Плетенецького утворилася на місці кількох вуличок давнього селища Клепарів, що були прокладені у першій третині XX століття. Траса сучасної вулиці складна, у 1970-х роках, при прокладанні вулиці Липинського та нової житлової забудови району була розділена на дві окремі частини.
Початкова частина вулиці, між нинішніми вулицями Бальзака та Липинського, сформувалася у 1933 році внаслідок об'єднання двох вуличок — Северина Гощинського та Марії Кюрі-Склодовської та отримала назву Північна. Кінцева частина вулиці, між вулицями Липинського і Варшавською до 1931 року отримала назву Вінярського, у 1933 році була перейменована на вулицю Будзіньських, у 1941—1944 роках — Будзіньськіхштрассе, у 1946 році отримала назву Північна бічна, у 1960-х роках, під час формування нового житлового масиву була скорочена. У 1993 році вулиці Північну та Північну бічну формально об'єднали в одну вулицю і назвали на честь українського православного церковного, культурного та громадського діяча Єлисея Плетенецького. На деяких сучасних мапах частиною вулиці Плетенецького зазначають також міжбудинковий проїзд, що тягнеться від вулиці Граничної до вулиці Сосюри, паралельно вулицям Липинського та Окуневського.
До вулиці Плетенецького приписані лише кілька будинків: на початковій частині вулиці це три сучасні п'ятиповерхівки (№ 1, 2, 5) та одноповерховий конструктивістський будинок 1930-х років (№ 3), на кінцевому відтинку — лише дві приватні садиби 1930-х років (№ 30, 30а).